# Martin-Luther-Kirche (Hainburg an der Donau)

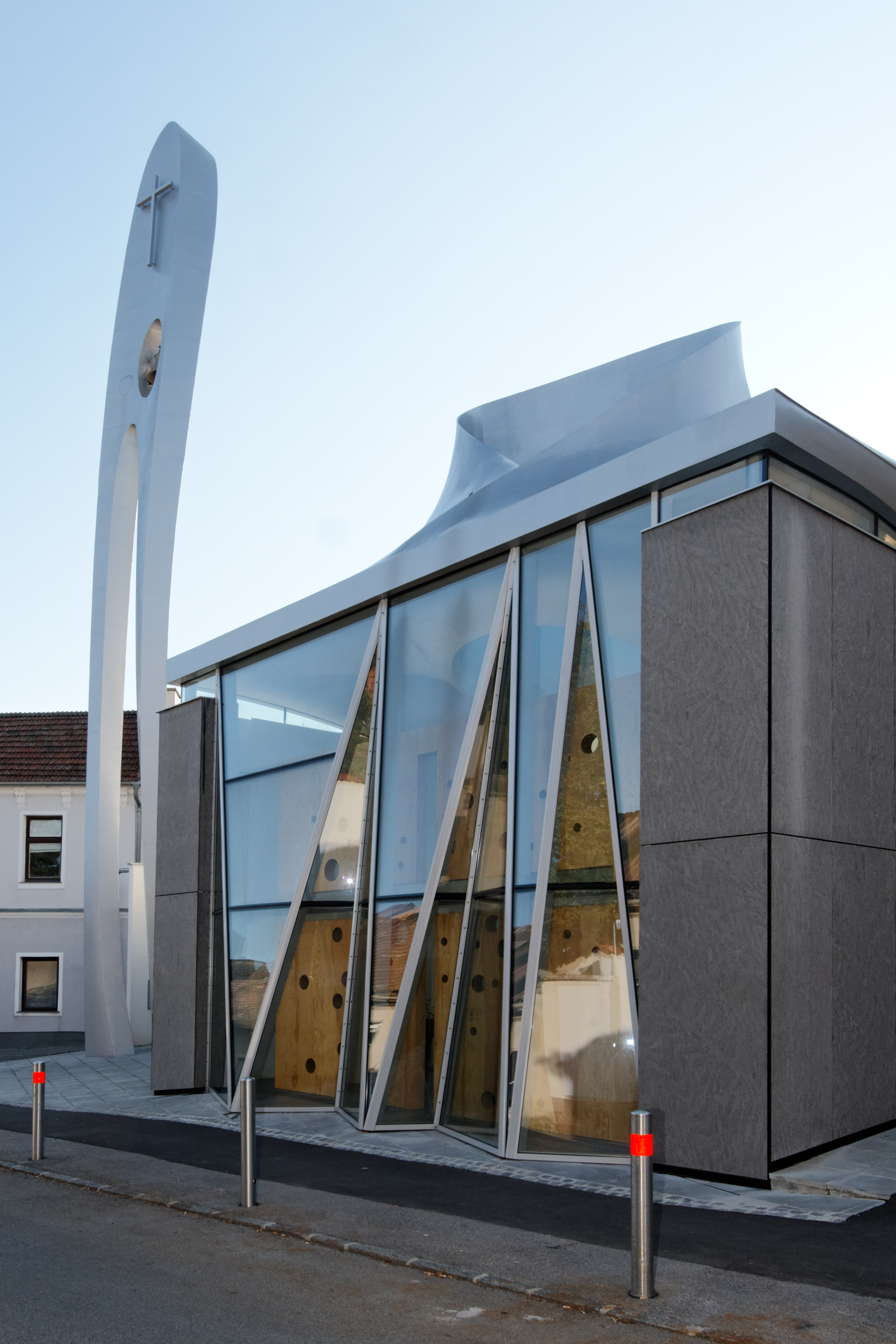
Martin-Luther-Kirche (Hainburg an der Donau)

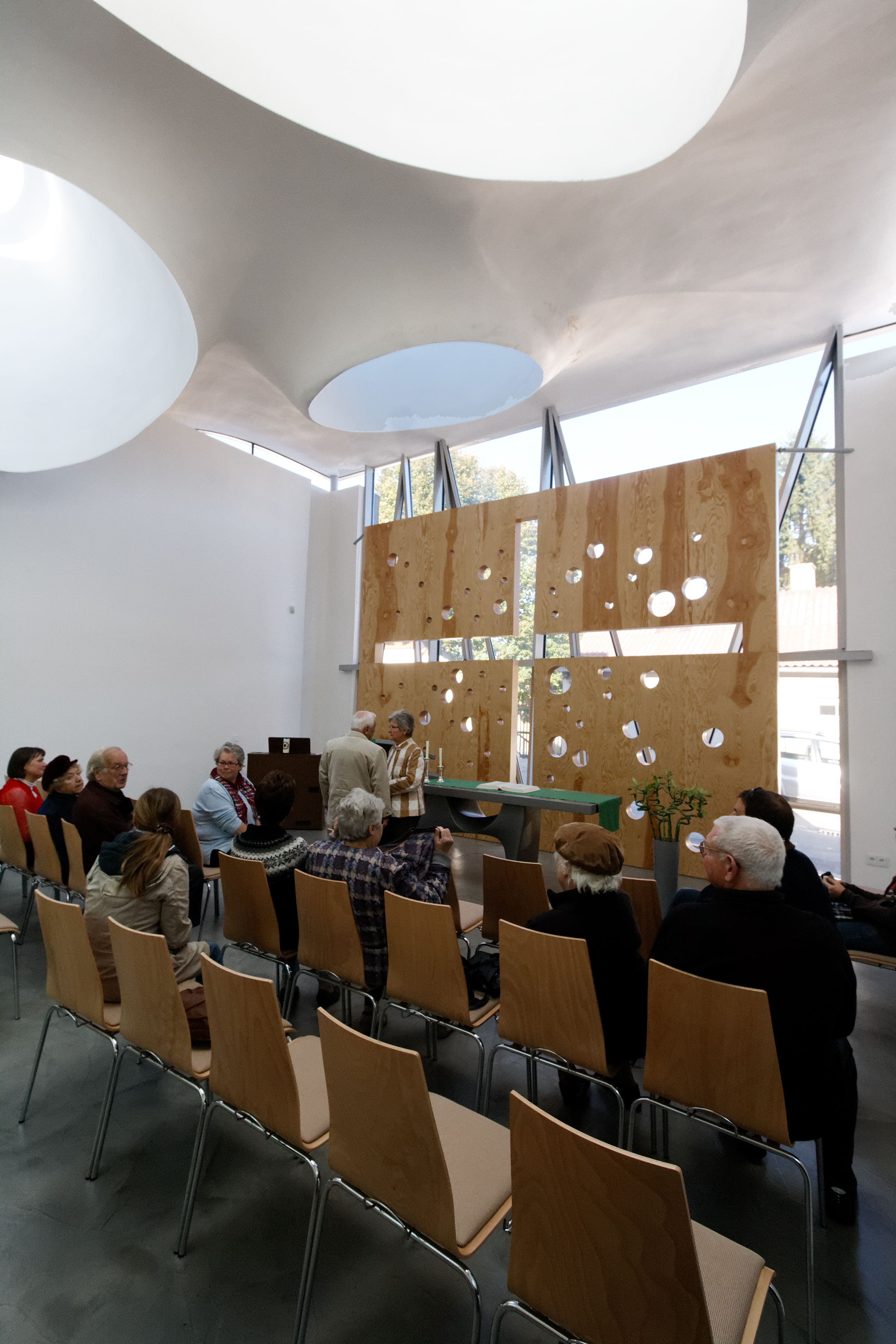
Innenraum

Die Martin-Luther-Kirche ist ein evangelisch-lutherisches Kirchengebäude in Hainburg an der Donau in Niederösterreich.

## Geschichte
Die Kirche wurde nach dem Entwurf des Architekten Wolf D. Prix und der kostenlosen Planung von Coop Himmelb(l)au in neun Monaten errichtet. Sie ist 300 m² groß. Das Projekt hatte einen Etat von 1,4 Mio. €. Am 30. April 2011 wurde sie vom österreichischen Bischof Michael Bünker und dem niederösterreichischen Superintendenten Paul Weiland eingeweiht, im Beisein von Miloš Klátik, Generalbischof der Evangelischen Kirche A. B. in der Slowakei. Als Termin wurde bewusst das Datum des Edikts von Nikomedia vor 1700 Jahren gewählt, mit dem Kaiser Galerius den Christen die Freiheit der Religionsausübung erlaubte. Wolf Prix sagt: „Für mich ist das ein sehr emotionales Projekt, weil es dort ist, wo ich aufgewachsen bin.“

## Beschreibung
Die Martin-Luther-Kirche besteht aus einem Gottesdienstraum, einem Gemeindesaal, einem Glockenturm sowie Büro- bzw. Nutzräumen.

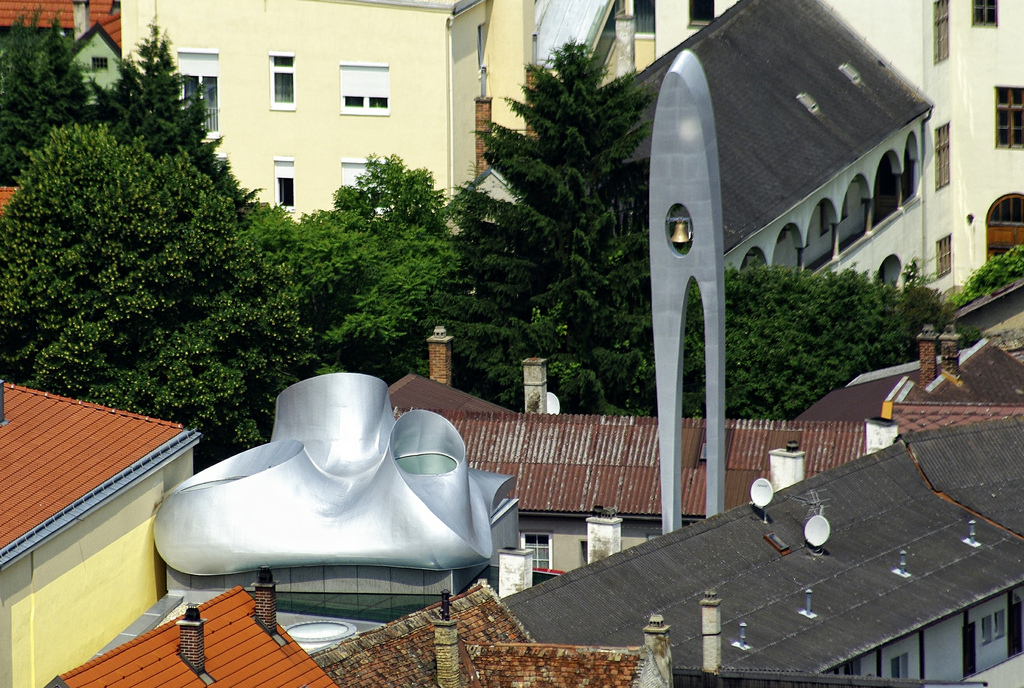
Dachlandschaft der Martin-Luther-Kirche

Der Kirchenbau auf dem Grundstück einer nicht mehr existierenden Kirche ist formal an die Höhenentwicklung der unmittelbaren Umgebung angelehnt. Dach und Glockenturm variieren die Formenabsprache des in der Nähe stehenden romanischen Karners der ehemaligen Martinskirche. Die eigenwillige Geometrie zeigt eine spirituelle Symbolik, wie beim Gottesdienstraum, dessen Form sich von einem riesigen Tisch herleitet. Drei große Lichteinlassöffnungen sind in die Dachkonstruktion eingebaut, die auf den vier Stahlbetonsäulen ruht, den Beinen des „Tisches“. Der Architekt legte beim Entwerfen des Kirchendaches besonderes Augenmerk auf die atmosphärische Beleuchtung des Innenraums. Für die Kirche steht jede Lichteinlassöffnung für eine Person Gottes und ist so Zeichen der Trinität des christlichen Gottes. Das Dach wurde in einer norddeutschen Schiffswerft gefertigt.
Sehr offen wirkt die Kirche auf der Seite der Hauptstraße. Dort lädt die gefaltete, vor- und zurückspringende Glasfassade in den hohen Gottesdienstraum ein. Seine Intimität gegenüber der Straße wahrt der Sakralraum durch eine Wand aus Holz, die frei unmittelbar hinter der Glasfassade steht. Ein erleuchtetes Kreuz, als lichtdurchlässige Aussparung in dieser Wand, projiziert die Botschaft der Kirche in die Stadt.
Altar und Kanzel nehmen Elemente des Kirchenraumes auf. So spiegelt der Altar die trinitarischen Lichteinlassöffnungen. Die große Öffnung im unteren Teil symbolisiert das leere Grab und stellt damit zusammen mit dem dahinterstehenden Kreuz der Holzwand die christlichen Hauptthemen Kreuzigung und Auferstehung dar. Beachtenswert ist auch besonders die mit diesem Altar geschaffene neue Form des Kanzelaltars, in der sich Kanzel und Altar deutlich getrennt in einer Ebene befinden.
Die Kirche steht auf einem Eckgrundstück, wo im Eck der schlanke Glockenturm steht, welcher einer Stimmgabel gleicht. Die lichtdurchflutete Kirche ist mit der Hauptfassade zur Straße verglast, auch zwischen Wand und Dach sind Einschnitte lichtoffen, wie auch das Dach mit drei ausgestülpten Lichtöffnungen. Das allseits gerundete Dach wurde in einer norddeutschen Schiffswerft gefertigt. Eine gelochte und mit einem eingeschnittenen Kreuz versehene Holzwand als Altarwand bietet einerseits Passanten am Gehsteig etwas Einblick in das Geschehen in der Kirche, bietet aber hauptsächlich einen Sichtschutz.

## Preis
2016 erhielt das Gebäude den Maecenas Anerkennungspreis in der Kategorie Ö1-Publikumspreis.

## Trivia
Die Hainburger Martin-Luther-Kirche ist auf einer österreichischen Briefmarke von 2019 der Serie Moderne Architektur in Österreich mit dem Nennwert 270 Eurocent abgebildet.